# 자동차 디자인

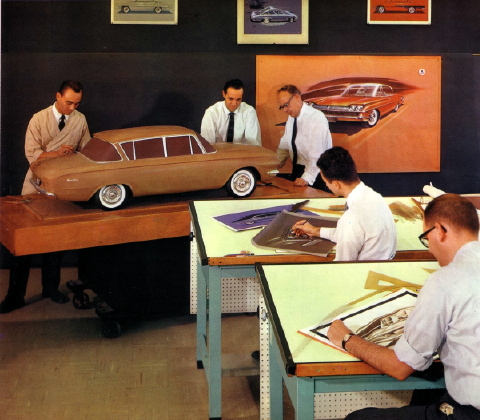
1961년에 활동 중인 디자이너들. 저울 모델의 왼쪽 앞 펜더 옆에는 아메리칸 모터스 코퍼레이션(AMC)의 자동차 디자이너 딕 티그가 서 있다.

자동차 디자인은 자동차, 오토바이, 트럭, 버스, 코치, 밴 등 자동차의 외관(및 어느 정도는 인체공학적)을 개발하는 과정이다.
현대 자동차의 기능적 설계 및 개발은 일반적으로 자동차 공학에 포함된 다양한 분야의 대규모 팀에 의해 수행되지만, 디자인 역할은 전문가 또는 공인 엔지니어 자격 요건과 관련이 없다. 이러한 맥락에서 자동차 디자인은 주로 차량의 시각적 외관이나 미학을 개발하는 데 중점을 두며, 동시에 제품 개념의 생성에도 관여한다. 전문 직업으로서의 자동차 디자인은 산업 디자인 또는 운송 디자인에 대한 예술적 배경과 학위를 가진 디자이너들에 의해 수행된다. 현장에서 사용되는 용어는 자동차 디자인 용어집을 참조하라.